# Zdrojek (powiat nidzicki)
Zdrojek (niem. Zdrojek, w latach 1938–1945 Künsberg) – osada leśna w Polsce położona w województwie warmińsko-mazurskim, w powiecie nidzickim, w gminie Janowo.
W latach 1975–1998 miejscowość administracyjnie należała do województwa olsztyńskiego.